# Mexipsyche ancestralis
Mexipsyche ancestralis är en nattsländeart som beskrevs av Ross och Unzicker 1977. Mexipsyche ancestralis ingår i släktet Mexipsyche och familjen ryssjenattsländor. Inga underarter finns listade i Catalogue of Life.